# Bermeo Futbol Taldea
El Bermeo Futbol Taldea, anteriormente denominado Club Bermeo o Bermeo Club es un club de fútbol de España, de la villa de Bermeo en Vizcaya (País Vasco). Fue fundado en 1950 y juega en la División de Honor de Vizcaya (sexta categoría del fútbol español).

## Historia

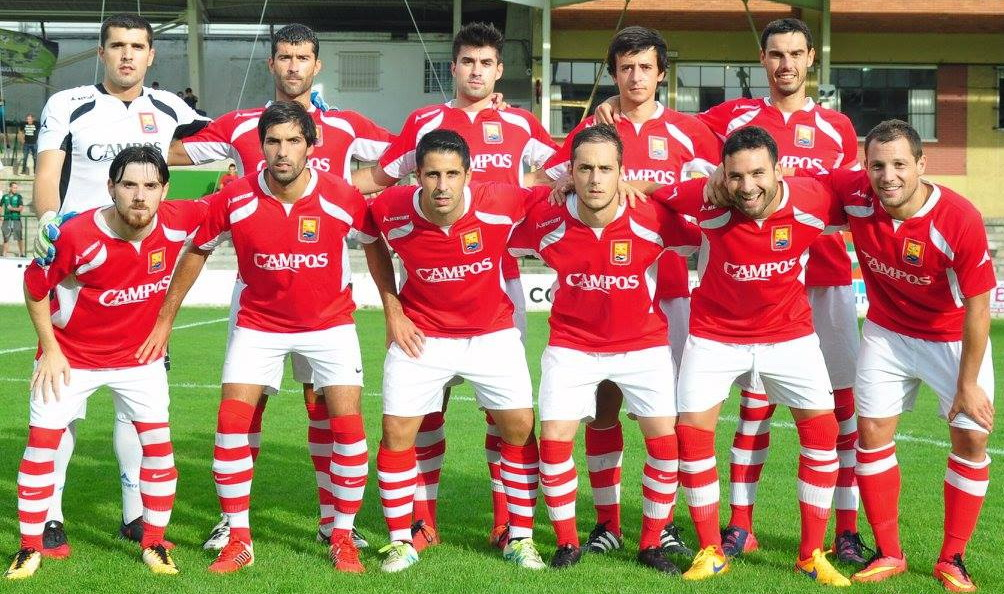
Equipo titular Bermeo (27 de agosto de 2017) en partido de liga de tercera división Sestao - Bermeo

El Bermeo Futbol Taldea se fundó el 31 de julio de 1950 con la denominación de Club Bermeo, a iniciativa de algunos vecinos de Bermeo, que habían visto como el anterior club de fútbol de la villa, el Lagun Etxea, desaparecía en 1936 al perder su campo de fútbol, quedándose una importante población como Bermeo sin club de fútbol. Pocos meses después de la fundación del club, el 25 de marzo de 1951, se inauguraba el campo de fútbol de Itxas Gane, hogar del Bermeo casi desde sus inicios.
Tras dar sus primeros pasos en categoría regional, en 1955 se clasificó para la Tercera División, donde permaneció dos temporadas. Tras varias décadas en categoría regional, en 1990, logró el Bermeo retornar a Tercera división y de ahí dio el salto a la Segunda División B en 1993, a manos de Juan Felipe Mintegi. Durante siete temporadas logró el Bermeo mantenerse en esta categoría, siendo su mayor éxito el subcampeonato de 1999, cuando se clasificó para el play-off de ascenso a la Segunda división española. En el año 2000 descendió a Tercera división y en 2004 cayó a categoría regional.
Después militó en la División de Honor de la Federación Vizcaína de Fútbol (categoría por debajo de la Tercera división española) hasta la temporada 2011-2012 en la que ascendió gracias a su segundo puesto en los play off y la desaparición del Sociedad Deportiva Lemona. Actualmente milita en la División de Honor de Vizcaya.

## Uniforme
- Uniforme titular: Camiseta roja, pantalón blanco y medias a rayas horizontales rojiblancas.
- Uniforme alternativo:camiseta azul, pantalón azul y medias azules.

## Estadio

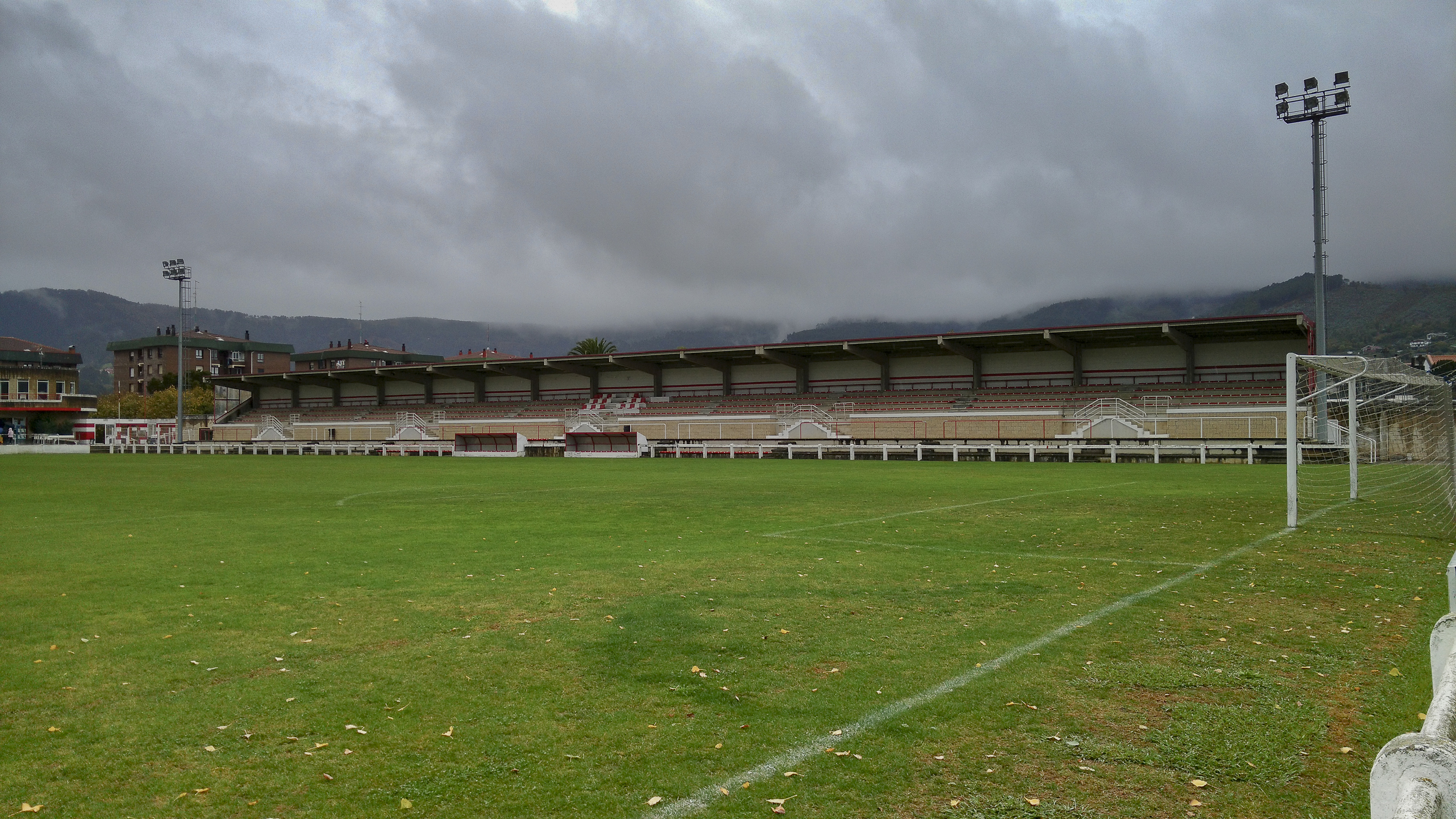
Campo de fútbol Itxas Gane

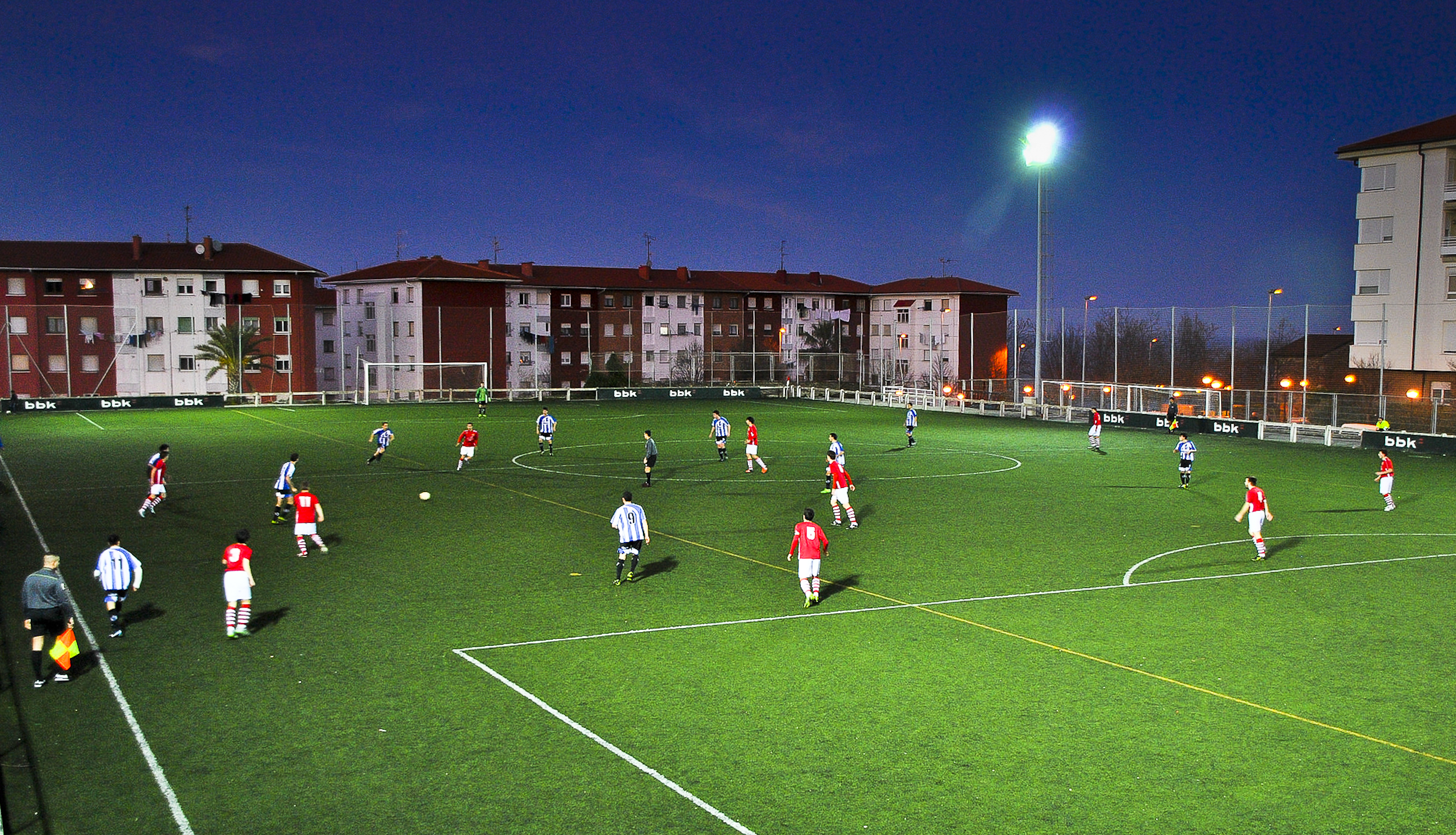
Campo de fútbol Penta

Itxas Gane, campo con césped natural de dimensiones 102 x 65 metros, con capacidad para 3000 personas.
Dentro de las instalaciones de Itxasgane se encuentra el campo de césped artificial Penta de 90 x 50 metros, con capacidad para 250 personas.
Su nombre está dedicado a Jesús Begoña Arroita "Penta" (1939 - 2016) que ejerció de masajista y utillero en el club durante muchos años.

## Equipos
El Club Bermeo Futbol Taldea disponía en la temporada 2018/2019 de 20 equipos (7 federados) y (13 escolares)
| EQUIPO    | Categoría                            |
| --------- | ------------------------------------ |
| Bermeo    | Tercera división                     |
| Bermeo B  | Territorial Vizcaína 1.ª Div Gr. II  |
| Juvenil A | División Honor Juvenil Bizkaia       |
| Juvenil B | 2.ª División Juvenil Bizkaia (Gr. 5) |
| Cadete A  | División Preferente Cadete Bizkaia   |
| Cadete B  | 2.ª División Cadete Bizkaia (Gr. 6)  |
| Cadete C  | 2.ª División Cadete Bizkaia (Gr. 6)  |

## Datos del club
- Temporadas en 1.ª: 0
- Temporadas en 2.ª: 0
- Temporadas en 2.ªB: 7
- Temporadas en 3ª.: 15
- Mejor puesto en la liga: 2.º (Segunda división B española temporada 98-99)
- Peor puesto en la liga: 17.º (Segunda división B española temporada 99-00)

## Temporada a temporada
| Temporada | Cat | Division   | Puesto | Copa del Rey |
| --------- | --- | ---------- | ------ | ------------ |
| 1950–55   | 4   | Regional   | —      |              |
| 1955-56   | 3   | 3.ª        | 12.º   |              |
| 1956-57   | 3   | 3.ª        | 13.º   |              |
| 1957–90   | 5   | Regional   | —      |              |
| 1990-91   | 4   | 3.ª        | 12.º   |              |
| 1991-92   | 4   | 3.ª        | 15.º   |              |
| 1992-93   | 4   | 3.ª        | 2.º    |              |
| 1993-94   | 3   | 2.ªB       | 5.º    |              |
| 1994-95   | 3   | 2.ªB       | 14.º   |              |
| 1995-96   | 3   | 2.ªB       | 11.º   |              |
| 1996-97   | 3   | 2.ªB       | 13.º   |              |
| 1997-98   | 3   | 2.ªB       | 14.º   |              |
| 1998-99   | 3   | 2.ªB       | 2.º    |              |
| 1999-00   | 3   | 2.ªB       | 17.º   | 1.ª Ronda    |
| 2000-01   | 4   | 3.ª        | 11.º   |              |
| 2001-02   | 4   | 3.ª        | 13.º   |              |
| 2002-03   | 4   | 3.ª        | 14.º   |              |
| 2003-04   | 4   | 3.ª        | 20.º   |              |
| 2004/05   | 5   | Div. Honor | 15.º   |              |
| 2005/06   | 5   | Div. Honor | 2.º    |              |
| 2006/07   | 5   | Div. Honor | 6.º    |              |
| 2007/08   | 5   | Div. Honor | 12.º   |              |
| 2008/09   | 5   | Div. Honor | 11.º   |              |
| 2009/10   | 5   | Div. Honor | 4.º    |              |
| 2010/11   | 5   | Div. Honor | 4.º    |              |
| 2011/12   | 5   | Div. Honor | 2.º    |              |
| 2012-13   | 4   | 3.ª        | 7.º    |              |
| 2013-14   | 4   | 3.ª        | 17.º   |              |
| 2014-15   | 4   | 3.ª        | 14.º   |              |
| 2015-16   | 4   | 3.ª        | 2.º    |              |
| 2016-17   | 4   | 3.ª        | 6.º    |              |
| 2017-18   | 4   | 3.ª        | 17.º   |              |

## Jugadores
| Nombre                          | Provincia | Edad    | Puesto | Procedencia  |
| ------------------------------- | --------- | ------- | ------ | ------------ |
| Borja Altamira Areizaga         | Biz       | 22 años | Def    | CD Derio     |
| Ekaitz Azkuenaga Astorkiza      | Biz       | 27 años | Del    | Zalla UC     |
| Gotzon Basaldua Otxoa           | Biz       | 22 años | Med    | Bermeo       |
| Ioritz Bilbao "Maka" Herrero    | Biz       | 29 años | Med    |              |
| Aimar Cid Luna                  | Biz       | 29 años | Med    | Gernika Club |
| Ibon Diez Garamendi             | Biz       | 34 años | Med    | Arenas Club  |
| Ibon Erauzkin Laka              | Biz       | 23 años | Def    | Bermeo       |
| Borja Etxebarriazarraga Badiola | Biz       | 18 años | Def    | Gernika Club |
| Gorka Garai Uriarte             | Biz       | 20 años | Por    | Bermeo B     |
| Markel Goienetxea Maguregi      | Biz       | 22 años | Del    | Bermeo B     |
| Igor Ispizua Akarregi           | Biz       | 34 años | Def    | Bermeo       |
| Aitor Kortabitarte Luengo       | Biz       | 25 años | Del    | Somorrostro  |
| Sergio Martin Carnes            | Gui       | 34 años | Del    | Gernika Club |
| Andoni Nuñez Iglesias           | Biz       | 28 años | Def    | Deusto       |
| Ander Revilla Notario           | Biz       | 20 años | Del    | Gatika       |
| Mario Sánchez Moreno            | Biz       | 33 años | Del    | Bermeo       |
| Unai Santamaria Urrutxi         | Biz       | 28 años | Def    | Bermeo       |
| Carlos Uriarte Benito           | Biz       | 30 años | Med    | Bermeo       |
| Xabier Zulueta Munitiz          | Biz       | 34 años | Del    | Bermeo       |

## Palmarés
- Copa Villa de Bermeo (8): 1968, 1971, 1972, 1978, 1980, 1992, 1993, 2003